# Abraham Sébastien Crozes
Pour les articles homonymes, voir Crozes.
Abraham Sébastien Crozes, connu sous le nom d′abbé Crozes, né le 16 mars 1806 à Albi (Tarn) et mort le 25 octobre 1888 à Paris est aumônier du dépôt des condamnés de la prison de la Roquette. Il est également un des fondateurs des Sociétés ouvrières de Saint-François-Xavier.

## Biographie
En 1837, il est vicaire de l'église Notre-Dame-des-Champs et crée un institut de bienfaisance avec un frère des écoles chrétiennes. Ce petit groupe grossit et s'organise pour prendre comme patron saint Francois Xavier pour être la Société de Saint-François-Xavier. De 150 personnes en 1840, ils sont 15 000 en 1846. Dans ce cadre, il donne une conference sur le dogme de l'Église catholique.
Vers 1842, l'abbé Crozes est en faveur de la réforme de Tocqueville qui vise à la formation des détenus en prison pour limiter le risque de récidives. Il prône également l’isolement en cellules individuelles car les conditions quasi-monacales favorisent la pénitence et l'apprentissage des jeunes.
Il demande en 1860 le poste d’aumônier aux prisons de la Petite Roquette, puis de la Grande Roquette. Il y restera jusqu'en 1882. À partir de 1851, la Grande Roquette est devenue le lieu où se font les exécutions capitales à Paris ; soixante-neuf personnes y sont guillotinées jusqu’à sa fermeture en 1899 et le rôle de l’aumônier est notamment d’accompagner les condamnés à mort.
Peu de jours avant son execution le 28 novembre 1867, Avinain repousse avec violence l’abbé Crozes. Avinain lui dit : « Vous perdez votre temps, je ne crois pas à vos simagrées ».
Durant la Commune de Paris, l'abbé Crozes est otage et attire la bienveillance en raison de ses services rendus aux détenus de la prison de la Roquette. Henri Rocherfort essaie d'ailleurs de le libérer mais l'abbé Crozes déclare à propos de sa situation « J'en remercie la Providence, car ça me permet de repasser ma théologie, que j'avais un peu négligée. ». Il est sauvé par Maurice Garreau, chef communard de la prison Mazas, lors de son transfert. À l'issue de la semaine sanglante, Maurice Garreau est emprisonné et voit l'abbé avant d’être fusillé le 26 mai. Il semble que l'abbé Crozes donna à sa partenaire Marie Mercier sa lettre d’adieu qui fut ensuite publiée par Victor Hugo. C'est le témoignage favorable de l'abbé Crozes, bien traité par le brigadier communard Victor Doyen, qui évite à celui-ci la peine de mort de celui-ci pour son implication dans la prison Mazas.

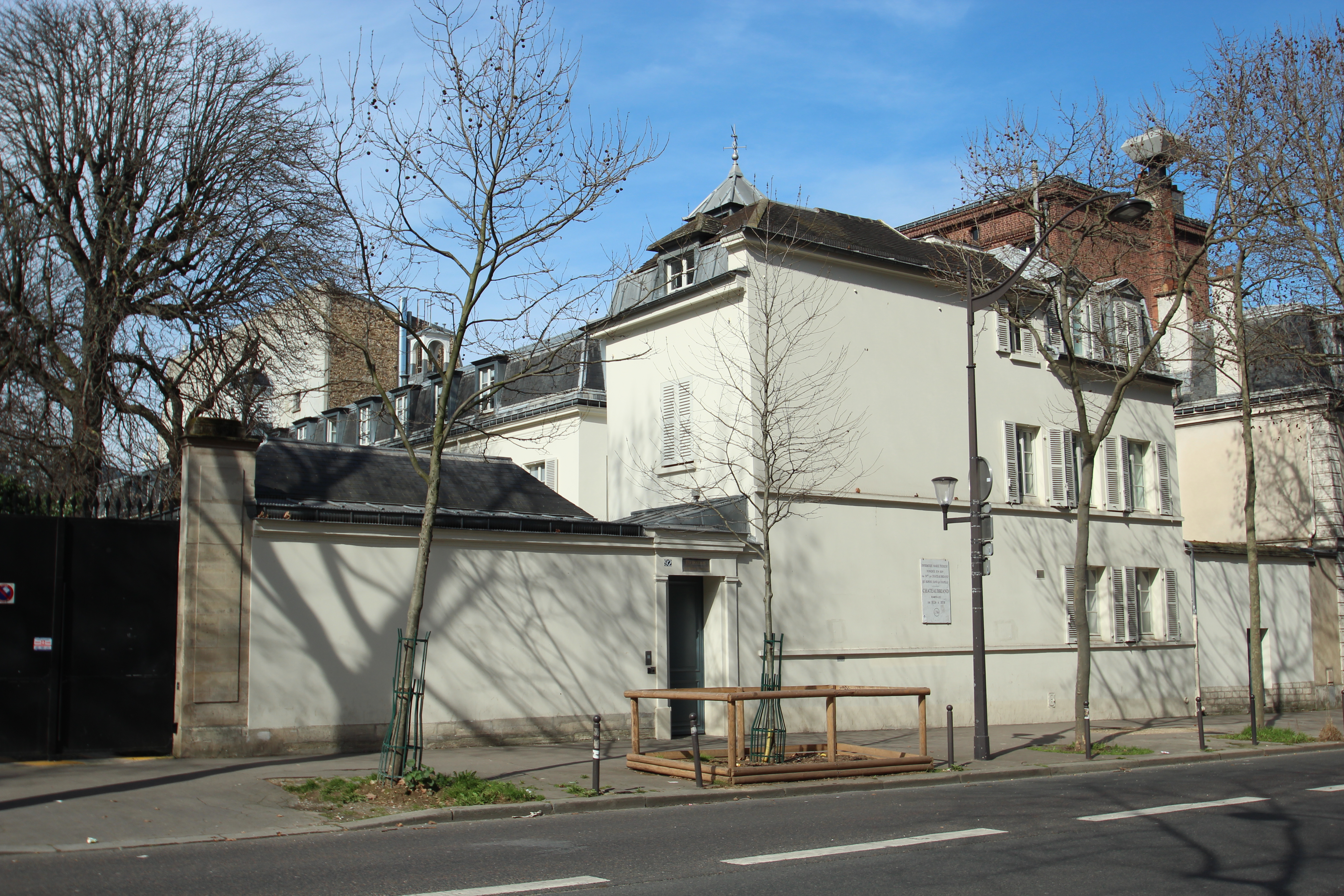
Infirmerie diocésaine Marie-Thérèse, avenue Denfert-Rochereau.

Dès le 13 décembre 1879, Victor Prévost, meurtrier, reçoit la visite de l'abbé Crozes, aumônier de la prison et, à partir de ce moment, marque un intérêt certain pour la pratique de la religion. Le lendemain il demande à assister à la messe puis, le 11 janvier suivant, il exprime à l'abbé son souhait de faire sa première communion qu'il n'avait pu faire dans son enfance, sacrement qu'il reçoit le 16 janvier à sept heures du matin dans la chapelle de la prison. Au soir de la cérémonie, il écrit une dernière lettre à son frère Adolphe dans laquelle il reconnait ses torts, exprime son repentir et demande « mille fois pardon ».
Durant ses 22 ans de service, il rencontre au total deux cents condamnés à mort, dont certains sont graciés et cinquante et un sont tués. On compte, en plus de ceux cités, de la Pommerais, Jean-Baptiste Troppmann, Moreau, Billoir, Barré, Lebiez, Abadie, Menesclou, Perry.
Il meurt d'une pneumonie le 25 octobre 1888 à l’infirmerie diocésaine Marie-Thérèse.

## Œuvre
- Abraham Sébastien Crozes, L'abbé Crozes,aumonier de la Roquette, otage de la Commune, son arrestation, sa captivité, sa délivrance racontées par lui-même : le capitaine fédéré Révol (4e édition revue et augmentée), Paris, E. de Soye et fils, 1877 (lire en ligne)